# Konya (province)
La province de Konya est une des 81 provinces (en turc : il, au singulier, et iller au pluriel) de la Turquie.
Sa préfecture (en turc : valiliği) se trouve dans la ville éponyme de Konya.

## Géographie
Sa superficie est de 38 257 km2. La province est située au centre-sud su pays, à l'extrémité méridionale du plateau anatolien, bordée au sud par les monts Taurus.

## Population
Au recensement de 2000, la province était peuplée d'environ 2 192 166 habitants, soit une densité de population d'environ 57 hab./km2.
| 2000      | 2001      | 2002      | 2003      | 2004      | 2005      | 2006      | 2007      | 2008      |
| --------- | --------- | --------- | --------- | --------- | --------- | --------- | --------- | --------- |
| 1 835 987 | 1 855 057 | 1 871 862 | 1 888 154 | 1 905 345 | 1 923 174 | 1 941 386 | 1 959 082 | 1 969 868 |

| 2009      | 2010      | 2011      | 2012      | 2013      | 2014      | 2015      | 2016      | 2017      |
| --------- | --------- | --------- | --------- | --------- | --------- | --------- | --------- | --------- |
| 1 992 675 | 2 013 845 | 2 038 555 | 2 052 281 | 2 079 225 | 2 108 808 | 2 130 544 | 2 161 303 | 2 180 149 |

| 2018      | 2019      | 2020      | 2021      | 2022      | 2023      | - | - | - |
| --------- | --------- | --------- | --------- | --------- | --------- | - | - | - |
| 2 205 609 | 2 232 374 | 2 250 020 | 2 277 017 | 2 296 347 | 2 320 241 | - | - | - |

## Administration
La province est administrée par un préfet (en turc : vali).

## Subdivisions
La province est divisée en 31 districts (en turc : ilçe, au singulier).